# Сент-Томас (Північна Дакота)
Сент-Томас (англ. St. Thomas) — місто (англ. city) в США, в окрузі Пембіна штату Північна Дакота. Населення — 323 особи (2020).

## Географія
Сент-Томас розташований за координатами 48°37′10″ пн. ш. 97°26′50″ зх. д. / 48.61944° пн. ш. 97.44722° зх. д. (48.619370, -97.447099).  За даними Бюро перепису населення США в 2010 році місто мало площу 2,74 км², уся площа — суходіл.

## Демографія
Згідно з переписом 2010 року, у місті мешкала 331 особа в 150 домогосподарствах у складі 107 родин. Густота населення становила 121 особа/км².  Було 182 помешкання (66/км²).
Расовий склад населення:
| - 94,6 % — білих - 0,6 % — корінних американців - 4,5 % — осіб інших рас |

До двох чи більше рас належало 0,3 %. Частка іспаномовних становила 19,6 % від усіх жителів.
За віковим діапазоном населення розподілялося таким чином: 19,6 % — особи молодші 18 років, 62,6 % — особи у віці 18—64 років, 17,8 % — особи у віці 65 років та старші. Медіана віку мешканця становила 46,1 року. На 100 осіб жіночої статі у місті припадало 110,8 чоловіків;  на 100 жінок у віці від 18 років та старших — 104,6 чоловіків також старших 18 років.
Середній дохід на одне домашнє господарство  становив 54 348 доларів США (медіана — 44 821), а середній дохід на одну сім'ю — 63 449 доларів (медіана — 61 250). Медіана доходів становила 39 583 долари для чоловіків та 35 250 доларів для жінок. За межею бідності перебувало 2,3 % осіб, у тому числі 0,0 % дітей у віці до 18 років та 2,2 % осіб у віці 65 років та старших.
Цивільне працевлаштоване населення становило 170 осіб. Основні галузі зайнятості: освіта, охорона здоров'я та соціальна допомога — 22,9 %, сільське господарство, лісництво, риболовля — 14,7 %, будівництво — 10,6 %, виробництво — 10,0 %.